# Ёсивара (фильм)
«Ёсивара» — французский фильм 1937 года режиссёра Макса Офюльса по сюжету Мориса Декобра о любви японской гейши и русского офицера.
Фильм был запрещён к показу в Японии, японские актёры, снявшиеся в фильме, были заклеймены японской прессой как предатели.

## Сюжет
1860 год, Ёсивара — токийский район красных фонарей, где гейши занимаются своим ремеслом. Чтобы спасти своё семейное имущество, находящееся под угрозой, родители молодой японской аристократки Коханы отдают её в гейши. Русский офицер Сергей Поленов влюбляется в прекрасную Кохану, которая тоже его любит. Они решают пожениться. Исамо, постоянный клиент Кохану, ревнует прекрасную гейшу к русскому, и когда его арестовывают за его карточные долги, чтобы выйти на свободу оговаривает Кохану и Поленова в занятии шпионажем. Поленову удаётся бежать, но когда он узнаёт, что Кохана была приговорена к смерти как его сообщница, возвращается, чтобы умереть в том месте, где они признались в любви друг к другу.

## В ролях
- Митико Танака — Кохана, гейша
- Пьер Ришар-Вильм — лейтенант Серж Поленов
- Сэссю Хаякава — Исамо, кули
- Ролан Тутен — Павлик
- Люсьенн Ле Маршан — Намо
- Андре Габриэлло — По
- Фун-Сен- гейша
- Жанин Дарси — гейша
- Филипп Ришар — русский атташе
- Морис Девьен — русский офицер
- Жорж Поле — японский офицер
- Кай Дуйен — секретный агент
- Камиль Бер — комендант
- Леон Ларив — матрос
- Жорж Сайяр — врач
- Леон Арвел — слуга

## Критика
Фильм во Франции стал большим кассовым успехом, но несмотря на успех у зрителей критика фильм приняла как несерьёзный, и лишь в XXI веке картина получила переоценку:

В то время фильм был принят прохладно, и в 1950-е годы он всё ещё рассматривался любителями кино как пародия на экзотическую мелодраму. Лишь позднее пришло время для этого сознательного расширения внешних границ мелодраматического пафоса. Балансируя на грани китча и смеха Офюльсу удается связать сардоническое с трагическим.Оригинальный текст (англ.)The film was received coolly at the time and in the fifties it was still regarded by film-lovers as a parody of the exotic melodrama. Only later was the time ripe for this deliberate widening of the outer borders of melodramatic pathos. Balancing on the brink of kitsch and the laughable, Ophüls manages to link the sardonic to the tragic.— «Ёсивара», официальный сайт Роттердамского кинофестиваля, где в 2000 году фильм был показан в ретроспективе